# Heerlijkheid Hoogland
De heerlijkheid Hoogland is een voormalige heerlijkheid in de Nederlandse gemeente Amersfoort (provincie Utrecht).

## Geschiedenis
De voormalige heerlijkheid ligt tegenwoordig in de gemeente Amersfoort. Tot 1974 lag deze in de gemeente Hoogland. De heerlijkheid is sinds 1737 in het bezit van leden van het geslacht Wittert dat sinds 1738 ook de aangrenzende heerlijkheid Emiclaer bezit. De bestuurlijke rechten verbonden aan de heerlijkheid zijn in 1851 door de inwerkingtreding van de Gemeentewet aan de gelijknamige gemeente overgegaan.

## Rechten
Tot de bestuurlijke rechten behoorden de benoemingen van schout, secretarissen en gerechtsboden. Begin 19e eeuw, voor de inwerkingtreding van de Gemeentewet, deed de heer van Hoogland tevens voordrachten aan Gedeputeerde Staten voor de benoeming van burgemeesters, wethouders en gemeenteraadsleden, en gemeenteontvangers. Daarnaast benoemde de heer van Hoogland voorzangers en kosters van de kapel van Hoogland, alsmede de schoolmeesters. Voorts werden inkomsten verkregen uit belastingen en uit in de heerlijkheid gelegen onroerende goederen.

## Eigenaars heerlijkheid (Wittert)
Mr. dr. Adriaen Wittert, heer van Schonauwen, Hoogland, Emiclaer en Langenoorth (1692-1748)
- Everhardus Bonifacius des H.R.Rijksbaron Wittert, heer van Schonauwen, Hoogland, Emiclaer en Coelhorst (1724-1800)
  - Mr. Adriaan Cornelis baron Wittert, heer van Hoogland en Emiclaer (1762-1839)
  - Jhr. mr. Nicolaas Cornelis Wittert, heer van Bloemendael (Eemland) (1765-1838)
    - Everhardus Bonifacius baron Wittert, heer van Hoogland, Emiclaer en Langenoorth en Bloemendael (1798-1881)
      - Mr. Frederik Adriaan Petrus baron Wittert van Hoogland, heer van Hoogland, Emiclaer en Langenoorth en Bloemendael, vrijheer van Hoogmade (1840-1922)
        - Mr. Everardus Bonifacius François Frederik baron Wittert van Hoogland, heer van Hoogland, Emiclaer en Langenoorth en Bloemendael (1875-1959)
          - Mr. Everardus Bonifacius Frederik Reyndert Godard baron Wittert van Hoogland, heer van Hoogland, Emiclaer en Langenoord (1905-1987)
            - Oscar Reijndert Hugo baron Wittert van Hoogland, heer van Hoogland, Emiclaer en Langenoord (1954)

          - Jhr. Adriaan Frederik Everard Bonifacius Anna Elisabeth Wittert van Hoogland, heer van Hoogland en Emiclaer (1928-1954)